# Murassana
I Murassana (noti anche come Mulassana, Molassana, Molasana od ancora Morazzana) furono una famiglia nobiliare genovese.

## Storia
Originari del borgo di Molassana, dal 1926 quartiere di Genova, da cui presero il nome, furono in Genova a partire dal XII secolo e vennero ascritti all'albergo Grimaldi nel 1528.
Fra i suoi membri emergono le figure di Gregorio, figlio di Andrea, eletto senatore della Repubblica di Genova nel 1617 e di Lazzaro Pantaleo, emigrato a Savona per le disgrazie causate dal padre, poeta di lingua ligure, amico e corrispondente di Gabriello Chiabrera.

## Arma
L'arma della famiglia Murassana era di rosso al calice d'argento; al capo d'azzurro a tre crescenti d'argento.